# Dušikov(III) oksid
Dušikov(III) oksid (N2O3; didušikov trioksid) postojan je samo pri niskim temperaturama. Anhidrid je dušikaste kiseline (HNO2).